# Hoa hậu Hoàn vũ 1983
Hoa hậu Hoàn vũ 1983 là cuộc thi Hoa hậu Hoàn vũ lần thứ 32 được tổ chức tại St. Louis, Missouri, Mỹ. Cuộc thi có 80 thí sinh tham dự với chiến thắng thuộc về hoa hậu New Zealand, Lorraine Downes.

## Kết quả

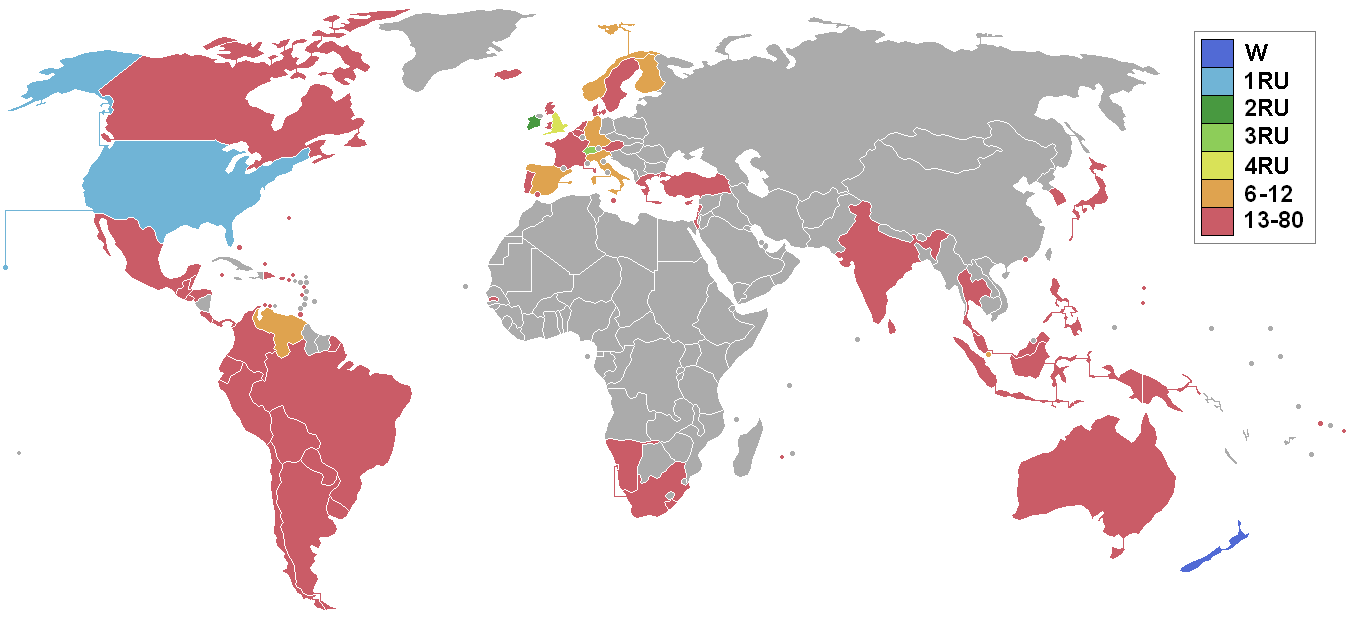
Các quốc gia và vùng lãnh thổ tham gia Hoa hậu Hoàn vũ 1983 và kết quả.

### Thứ hạng
| Kết quả              | Thí sinh |
| -------------------- | --- |
| Hoa hậu Hoàn vũ 1983 | - New Zealand – Lorraine Downes |
| Á hậu 1              | - Hoa Kỳ – Julie Hayek |
| Á hậu 2              | - Ireland – Roberta Brown |
| Á hậu 3              | - Thụy Sĩ – Lolita Morena |
| Á hậu 4              | - Anh – Karen Moore |
| Top 12               | - Phần Lan – Nina Rekola - Đức – Loana Radecki - Ý – Federica Moro - Na Uy – Karen Dobloug - Singapore – Kathie Lee Lee Beng - Tây Ban Nha – Ana Herrero - Venezuela – Paola Ruggeri |

### Thứ tự gọi tên
| 1. New Zealand 2. Ý 3. Singapore 4. Venezuela 5. Ireland 6. Na Uy 7. Thụy Sĩ 8. Tây Ban Nha 9. Anh 10. Phần Lan 11. Hoa Kỳ 12. Đức | 1. Anh 2. New Zealand 3. Ireland 4. Hoa Kỳ 5. Thụy Sĩ |

## Các giải thưởng đặc biệt
| Giải thưởng                 | Thí sinh                         |
| --------------------------- | -------------------------------- |
| Trang phục dân tộc đẹp nhất | - Hàn Quốc – Jong-jun Kim        |
| Hoa hậu Thân thiện          | - Gambia – Abbey Scattrel Janneh |
| Hoa hậu Ảnh                 | - Thụy Sĩ – Lolita Morena        |

## Hội đồng giám khảo
- Irene Sáez – Hoa hậu Hoàn vũ 1981 đến từ Venezuela
- Lewis Collins
- Rosemary Rogers
- Soon-Tek Oh
- Patricia Neary
- Peter Diamandis
- Marlin Perkins
- Ken Norton
- Rocío Jurado
- Erol Evgin
- Ruby Keeler

### Chung kết
| Quốc gia/Vùng lãnh thổ | Trung bình sơ bộ | Phỏng vấn  | Áo tắm     | Dạ hội     | Trung bình bán kết |
| ---------------------- | ---------------- | ---------- | ---------- | ---------- | ------------------ |
| New Zealand            | 8.325 (6)        | 9.081 (3)  | 9.177 (4)  | 9.358 (2)  | 9.205 (3)          |
| Hoa Kỳ                 | 8.708 (1)        | 8.916 (5)  | 9.333 (1)  | 9.455 (1)  | 9.234 (1)          |
| Ireland                | 8.353 (5)        | 9.244 (1)  | 9.161 (5)  | 9.192 (6)  | 9.199 (4)          |
| Thụy Sĩ                | 8.395 (3)        | 9.138 (2)  | 9.220 (3)  | 9.338 (3)  | 9.232 (2)          |
| Anh                    | 8.385 (4)        | 9.027 (4)  | 9.244 (2)  | 9.172 (7)  | 9.147 (5)          |
| Đức                    | 8.091 (11)       | 8.872 (6)  | 9.094 (6)  | 9.322 (5)  | 9.096 (6)          |
| Venezuela              | 8.464 (2)        | 8.666 (7)  | 9.088 (7)  | 9.338 (3)  | 9.030 (7)          |
| Singapore              | 8.222 (7)        | 8.658 (8)  | 8.766 (10) | 9.161 (8)  | 8.861 (8)          |
| Ý                      | 8.158 (8)        | 8.644 (9)  | 8.922 (8)  | 9.016 (10) | 8.860 (9)          |
| Phần Lan               | 8.143 (9)        | 8.427 (11) | 8.888 (9)  | 9.144 (9)  | 8.819 (10)         |
| Na Uy                  | 8.089 (12)       | 8.486 (10) | 8.505 (12) | 8.822 (11) | 8.604 (11)         |
| Tây Ban Nha            | 8.098 (10)       | 8.261 (12) | 8.577 (11) | 8.788 (12) | 8.542 (12)         |

## Thí sinh tham gia
| - Argentina – María Daniela Carara - Aruba – Milva Evertsz - Úc – Simone Cox - Áo – Mercedes Stermitz - Bahamas – Christina Thompson - Bỉ – Françoise Bostoen - Belize – Shirlene Dianne McKay - Bermuda – Angelita Diaz - Bolivia – Cecilia Zamora - Brazil – Mariza Fully Coelho † - Quần đảo Virgin (Anh) – Anna Maria Joseph - Canada – Jodi Yvonne Rutledge - Quần đảo Cayman – Effie Ebanks - Chile – María Josefa Isensee Ugarte - Colombia – Julie Pauline Sáenz Starnes - Quần đảo Cook – Carmena Blake - Costa Rica – María Gabriela Pozuelo - Curaçao – Maybelline Altagracia Snel - Síp – Marina Elena Rauscher - Đan Mạch – Inge Ravn Thomsen - Cộng hòa Dominica – Alexandra Astwood - Ecuador – Mariela García - El Salvador – Claudia Oliva - Anh – Karen Moore - Phần Lan – Nina Marjaana Rekkola - Pháp – Frederique Leroy - Guyane thuộc Pháp – Marie Georges Achamana - Gambia – Abbey Scattrel Janneh - Đức – Loana Katharina Radecki - Gibraltar – Louise Gillingwater - Hy Lạp – Plousia Farfaraki - Guadeloupe – Nicole LeBorgne - Guam – Pamela Booth - Guatemala – Berta Victoria Gonzales - Hà Lan – Nancy Lalleman Heynis - Honduras – Ollie Thompson - Hồng Kông – Dương Tuyết Nghi - Iceland – Unnur Steinsson - Ấn Độ – Rekha Hande - Indonesia – Andi Botenri | - Ireland – Roberta Brown - Israel – Shimona Hollender - Ý – Federica Moro - Nhật Bản – Yuko Yamaguchi - Hàn Quốc – Jong-jun Kim - Liban – May Mansour Chahwan - Malaysia – Puspa Mohammed - Malta – Christine Bonnici - Martinique – Marie Lina Laupa - Mexico – Monica Rosas - Namibia – Astrid Klotzsch - New Zealand – Lorraine Elizabeth Downes - Quần đảo Bắc Mariana – Thelma Mafnas - Na Uy – Karen Elisabeth Dobloug - Panama – Elizabeth Bylan Bennett - Papua New Guinea – Shannelle Bray - Paraguay – Mercedes Bosch - Perú – Vivien Griffiths - Philippines – Rosita Cornel Capuyon - Bồ Đào Nha – Anabella Elisa Ananiades - Puerto Rico – Carmen Batíz Vergara - Réunion – Eliane LeBeau - Scotland – Linda Renton - Singapore – Kathie Lee Lee Beng - Nam Phi – Leanne Hosking - Tây Ban Nha – Ana Isabela Herrero - Sri Lanka – Shyama Fernando - Thụy Điển – Viveca Miriam Jung - Thụy Sĩ – Lolita Morena - Thái Lan – Jinda Nernkrang - Transkei – Nomxousi Xokelelo - Trinidad và Tobago – Sandra Williams - Thổ Nhĩ Kỳ – Dilara Haracci - Quần đảo Turks và Caicos – Lolita Ariza - Uruguay – María Jacqueline Beltrán - Hoa Kỳ – Julie Hayek - Quần đảo Virgin (Mỹ) – Julie Elizabeth Woods - Venezuela – Paola Ruggeri - Wales – Lianne Gray - Tây Samoa – Falute Mama Aluni |

## Chú ý

### Lần đầu tham gia
- Quần đảo Cook
- Gambia

### Trở lại
- Lần cuối tham gia vào năm 1977:
  -  Guyane thuộc Pháp
- Lần cuối tham gia vào năm 1978:
  -  Liban
- Lần cuối tham gia vào năm 1981:
  -  Síp
  -  Gibraltar

### Bỏ cuộc
- New Caledonia
- Sint Maarten
- Suriname